# Блажо Ђукановић
Блажо Ђукановић (Луково, 26. новембар 1883 — Манастир Острог, 21. октобар 1943) је био пешадијски бригадни генерал војске Краљевине Југославије, бан Зетске бановине и политички лидер у Црној Гори током Другог светског рата.
Захваљујући свом угледу у Црној Гори, Ђукановић је 24. јула 1942. потписао споразум са италијанским генералом Пирцио-Биролијем којим је постао председник Националистичког централног комитета, у који су били такође укључени и црногорски сепаратисти (зеленаши). Овим положајем је де факто постао лидер Црне Горе и одржава се на том месту до 19. октобра 1943. Неколико дана касније, убијен је у нападу партизана на манастир Острог.

## Биографија
Блажо Ђукановић потиче од Ђукановића који су настали од Звицера из Цуца.  који су се населили у Лукову у Никшићу. Он је завршио гимназију и Училиште у Русији. Такође је завршио вишу школу и курс пешадијских официра. Био је на дужностима водника у руској војсци и наставник у Подофицирској школи. У "Бомбашкој афери" 1907. године, осуђен на затвор и лишен чина. У затвору је провео до 1912. када је пуштен. У Првом балканском рату 1912. и Првом светском рату 1914. учествовао као редов. За заслугама у операцијама враћен му је чин 1915. године. У операцијама 1915—1916 био је начелник штаба дивизије. После рата био је командант Билећког батаљона и командант бригаде. У сузбијању "Божићне побуне" 1919. био је командант цетињске организоване омладине.
Од 1923. године служио је у Југословенској војсци. До 1927. био је заменик команданта 32. пешадијског пука, а од 1926. до 1932. командант 38. и 10. пешадијској пука, а затим командант пешадије Косовске дивизијске области. Од 1936. је био помоћник команданта Моравске дивизијске области. Од 1939. је судија у Врховном војном суду Краљевине Југославије.
Непосредно по Мартовском пучу постављен је за бана Зетске бановине на предлог Марка Даковића и на тој позицији се задржао до 17. априла.

### Други светски рат
Припремајући офанзиву против партизана, Италијани су предузели мере да уједине контрареволуционарне снаге у Црној Гори у јединствени антикомунистички фронт. Због тога им је била потребна личност која ће својим ауторитетом моћи да задовољи све стране. Избор је пао на Ђукановића, који се 7. марта 1942. прихватио ове дужности. Блажо Ђукановић се почетком марта 1942. придружио групи резервних и активних официра Југословенске војске су на Цетињу. Они су га 9. марта 1942. изабрали за вођу свих националистичких снага. И црногорски сепаратисти Крста Поповића су такође већ 8. марта прихватили Ђукановића за свог команданта.
Између марта и јуна 1942. године Југословенска војска у отаџбини  стекла је превласт у Црној Гори, делимично захваљујући оружју и опреми који су добили од Италијана по споразуму који је са Италијанима склопио Бајо Станишић, а делом и слабљењу партизана, којем су у великој мери били узрок партизански злочини - такозвана лева скретања. Италијанима је главни циљ споразумевања с четницима био да губитке својих трупа сведу на минимум. Стога су много полагали на помоћ четника у Трећој непријатељској офанзиви за избацивање партизана из Црне Горе и источне Херцеговине у пролеће 1942.
Ђукановић је као вођа црногорских четника 24. јула 1942. потписао споразум са представником италијанске војске Алесандром Пирцио Биролијем. По том споразуму, црногорски четници су легализовани, обавезали су се да ће помагати Италијанима у борби против партизана, а заузврат ће добијати оружје, муницију и плате. Црна Гора је подељена на три зоне који су обезбеђивали четничке јединице Баја Станишића и Павла Ђуришића и Ловћенска бригада зеленаша Крста Зрнова Поповића. Овај је споразум Ђукановића начинио де факто вођом Црне Горе и он је то место задржао до смрти. Драгољуб Михаиловић је био упознат са овим и одобрио је Ђукановићев рад. Захваљујући овом споразуму, Михаиловићу и његовом штабу био је омогућен несметани једногодишњи боравак у Црној Гори и командовање четничким одредима, првенствено у борби против партизана. Италијани су четницима допустили да оснују Националистички комитет Црне Горе чији је предсједник био Ђукановић. Комитет се обавезао да ће одржавати ред и онемогућавати антииталијанско деловање у Црној Гори.
Ђукановићева колаборација са Италијанима је била отворена и маја 1943. Вилијам Бејли, британски официр за везу код Михаиловића, је предао Михаиловићу документ британске Врховне команде на Средњем истоку у ком је Ђукановић са Станишићем и Доброславом Јевђевићем именован као један од најистакнутијих колаборациониста.
Након капитулације Италије, доласком партизанског Другог ударног корпуса, као и јачих немачких снага у Црну Гору, положај преосталих четничких одреда у њој постао сложен. У октобру 1943. Ђукановић ће, по Михаиловићевом наређењу, преселити свој штаб у манастир Острог, где се већ од раније сместио пуковник Бајо Станишић са својим штабом. Врховни штаб НОВЈ дао је задатак Петој пролетерској црногорској бригади да опседне и ликвидира четнички штаб на Острогу. Општи напад снага Народноослободилачке војске Југославије је почео 17. октобра 1943. Блажо Ђукановић и Бајо Станишић су давали жилав отпор из самог манастира. Пуковник Станишић се повукао у Горњи острошки манастир, мислећи да ће му стићи помоћ из Никшића. После 4 дана опсаде, 21. октобра, генерал Ђукановић се први предао са Јованом Тошковићем и неколицином војника, али је осуђен на смрт и стрељан.
Станишић је остао да пружа отпор и погинуо пуцајући са прозора Острошког манастира.

## Занимљивости
У јавности се повремено воде полемике око тога да ли је Блажо Ђукановић деда или бар рођак Мила Ђукановића, као што је неспорно рођак Марка Ђукановића. У питању је забуна, будући да су постојала два Блажа Ђукановића. Милов дјед Блажо, Марков брат, умро је природном смрћу 1941. Блажо и Мило нису у роду из разлога што је Блажо од Ђукановића из Цуца а Мило од Ђукановића са Чева.